# Roztoka Wielka
Roztoka Wielka (j. łemkowski Розтока Велика) – wieś w Polsce położona w województwie małopolskim, w powiecie nowosądeckim, w gminie Łabowa.
W latach 1975–1998 miejscowość administracyjnie należała do województwa nowosądeckiego.

## Demografia
Ludność według spisów powszechnych, w 2009 według PESEL.
| Rok    | 1900 | 1921 | 1931 | 2002 |
| Liczba | 75   | 77   | 82   | 58   |

| Zwierzęta | Konie | Bydło | Owce | Świnie |
| Liczba    | 14    | 297   | 146  | 18     |

## Zabytki
Obiekt wpisany do rejestru zabytków nieruchomych województwa małopolskiego.
- Cerkiew pw. św. Dymitra, obecnie kościół filialny.